# 国家科学及技術委員会
国家科学及技術委員会（こっかかがくおよびぎじゅついいんかい）は、台湾行政院に属する、科学技術振興、工業区（科学園区）の発展に関する行政を担当する機関。
もともとは科技部の名称であったが、2022年に名称を国家科学及技術委員会（こっかかがくきゅぎじゅついいんかい）に変更した。一度は転換した時のともに部長制になった科技部も、その時は元の委員会合議制に戻している。
国家科学及技術委員会は、日本の旧科学技術庁（現：文部科学省）に相当する。

## 組織
- 科技部長
- 科技部次長（政務次長2名、常務次長1名）
- 科学技術発展諮詢會
- 主任秘書
- 総合規画司
- 自然科学及持続可能研究発展司
- 工程技術研究発展司
- 生命科学研究発展司
- 人文と社会科学研究発展司
- 科教発展と国際合作司
- 前瞻と応用科技司
- 產学とパーク業務司
- 人事処
- 政風処
- 主計処
- 秘書処
- 情報処
- 法規会
- 国会連絡組
- 附属機構
  - 新竹科学工業パーク管理局
  - 中部科学工業パーク管理局
  - 南部科学工業パーク管理局

## 歴代首長
国家長期発展科学委員会主任委員
|   | 姓名   | 着任日       | 退任日    |
| - | ------ | ------------ | --------- |
| 1 | 胡適   | 1959年2月1日 | 1962年2月 |
| 2 | 王世杰 | 1962年5月    | 1967年8月 |

行政院国家科学委員会主任委員
|    | 姓名      | 着任日        | 退任日        |
| -- | --------- | ------------- | ------------- |
| 1  | 呉大猷    | 1967年8月     | 1973年6月     |
| 2  | zh:徐賢修 | 1973年6月     | 1981年3月     |
| 3  | zh:張明哲 | 1981年3月     | 1984年6月1日  |
| 4  | 陳履安    | 1984年6月1日  | 1988年7月22日 |
| 5  | zh:夏漢民 | 1988年7月22日 | 1993年2月27日 |
| 6  | zh:郭南宏 | 1993年2月27日 | 1996年6月10日 |
| 7  | 劉兆玄    | 1996年6月10日 | 1998年2月5日  |
| 8  | zh:黄鎮台 | 1998年2月5日  | 2000年5月20日 |
| 9  | zh:翁政義 | 2000年5月20日 | 2001年3月7日  |
| 10 | zh:魏哲和 | 2001年3月7日  | 2004年5月20日 |
| 11 | zh:呉茂昆 | 2004年5月20日 | 2006年1月25日 |
| 12 | 陳建仁    | 2006年1月25日 | 2008年5月19日 |
| 13 | zh:李羅權 | 2008年5月20日 | 2012年2月5日  |
| 14 | zh:朱敬一 | 2012年2月6日  | 2014年3月2日  |

科学技術部長
|      | 姓名      | 着任日        | 退任日        |
| ---- | --------- | ------------- | ------------- |
| 1    | 張善政    | 2014年3月3日  | 2014年12月8日 |
| 代理 | zh:林一平 | 2014年12月8日 | 2015年1月26日 |
| 2    | zh:徐爵民 | 2015年1月26日 | 2016年5月20日 |
| 3    | zh:楊弘敦 | 2016年5月20日 | 2017年2月8日  |
| 4    | zh:陳良基 | 2017年2月8日  | 2020年5月19日 |
| 5    | zh:吳政忠 | 2020年5月20日 | 現職          |